# ソン・シギョン
ソン・シギョン（朝: 성시경（成始璄） 英: SUNG SI KYUNG、1979年4月17日 - ）は韓国出身の男性歌手。韓国では2000年にデビュー。日本では2017年12月にファーストアルバムを発売。2018年度NHKテレビでハングル講座にレギュラー出演が決定した。歌手活動でアイドル並みの人気を得ながらも名門高麗大学大学院を卒業した。英語等語学にも堪能で日本語に関しては日本語能力試験N1（最難関レベル）の資格を持つ。またコロナ禍には製菓パン技能士の国家資格を取得。

## 来歴
2000年デビュー。
2001年、第16回ゴールデンディスク新人歌手賞を受賞。
2011年KBSのバラエティ番組「1泊2日」シーズン2に出演。
2012年、CNBLUEジョン・ヨンファ、少女時代ユナとともに「2012 KBS歌謡大祝祭」のMCに抜擢された。
2013年、バラエティ番組「1泊2日」から降板。12月10日にJellyfishエンターテインメント所属の歌手であるパク・ヒョシン、ソ・イングク、VIXXとともに新曲「冬の告白」を発表。この曲はMelOn、Mnet、Bugs、Olleh music、Soribada、NAVER MUSIC、Daum music、Genieの8つの配信サイトのチャートで1位になった。SUPERJUNIORのヒチョル、2NE1のDARAとともに「2013 SBS歌謡大祭典」のMCを務めた。
2017年、日本ファーストアルバム「DRAMA」発売。
2018年、Jellyfishエンターテインメントから独立し、個人事務所を設立。日本ではレーベルをビクターエンターテインメントに移籍。日本ファーストシングルをリリース。
2018年度、NHKテレビでハングル講座に出演が決定した。
2021年、8thフルアルバム「ㅅ」をリリース。

## 出演

### 韓国

#### バラエティ番組
- 1泊2日シーズン2（2011年 - 2013年、KBS）[13]
- 魔女狩り（2013年）- MC[14]
- シン・ドンヨプ、ソンシギョンは今日何食べる？（2014年）[15]
- アブノーマル会談（2014年、JTBC）[15]
- SUPER STAR K7（2015年、Mnet）
- カタツムリホテル（2018年、O'live）
- ホグの恋愛（2019年、MBC）
- 歌に恋する（2019年、tvN）
- FOLK US（2020年、Mnet）
- ON＆OFF（2021年、tvN）
- 失恋博物館（2021年、KBS Joy）- MC[16]
- ココだけの際どい話: 日本編（原題：성+인물: 일본 편／英題：Risqué Business: Japan）（2023年4月25日、Netflix）MC[17]

### 日本

#### テレビ番組
- NHKテレビでハングル講座(2018年度,2019年度)[4]
- 孤独のグルメ Season7 (テレビ東京） - イム社長 役
  - 第9話（2018年6月9日)
  - 第10話（2018年6月16日)

#### ウェブラジオ
- ソン・シギョンの見えるラジオ（2018年3月16日 - 、LINELIVE）[18]
- ソン・シギョンの見えるラジオ Season2（2021年5月20日 - 、LINELIVE）

#### イベント
- 韓流ぴあ 11th Anniversary Event(2018年)[19]

## 作品

### 韓国

#### アルバム
- 1集「처음처럼／初めてのように」（2001年）
- 2集「Melodie d' Amour」（2002年）
- 3集「Double life; the other side」（2003年）
- スペシャルアルバム「Try to remember」（2003年）
- リメイクアルバム「제주도의 푸른 밤／済州島の蒼い夜」（2004年）
- 4集「다시 꿈꾸고 싶다／また夢を見たい」（2005年）
- 5集「the ballads」（2006年）
- 6集「여기 내 맘속에／ここ僕の心の中に」（2008年）
- 7集「처음／はじめて」（2011年）
- 8集「ㅅ (시옷)」（2021年）

#### デジタルシングル
- 한번 더 이별／もう一度さよなら（2007年）
- 그대네요（Duet.IU）／あなたですね（2010年）
- 처음／はじめて（2011年）
- 나의 밤 나의 너／僕の夜 僕の君（2017年）
- 영원히／永遠に（2018年）
- 첫 겨울이니까（Duet.IU）/ 初めての冬だから（2019年）
- And we go（2020年）

#### OST
- 허락되지 않은 사랑 - MBC「ソニジニ」OST（2001年）
- 마리 이야기（マリ物語）- 韓国アニメ映画「マリといた夏」（2002年）
- 선인장（サボテン）- 韓国映画「永遠の片想い」（2002年）
- 희재（ヒジェ）- 韓国映画「菊花の香り 世界でいちばん愛されたひと」（2003年）
- 그날 이후（With. チャン・ナラ） - 韓国映画「オー！ハッピーデイ」（2003年）
- Forever With You - 韓国映画「マイ・ブラザー」OST（2004年）
- 그 날 이후로（その日から）- MBC「いつか楽園で!」OST（2004年）
- 계절이 돌아오듯이（季節が戻って来るように）- KBS「春のワルツ」（2006年）
- 연연（恋々）- SBS「彼らが生きる世界」OST（2008年）
- 너는 나의 봄이다 - SBS「シークレット・ガーデン」OST PART.4（2010年）
- 한번의 사랑（一度の愛）- SBS「千日の約束」OST PART.3（2011年）
- 내가 살아갈 곳（僕が生きて行く場所）- KBS「ウララ・カップル」OST PART.2（2012年）
- 너에게 - tvN「応答せよ1994」OST PART.2（2013年）
- 너의 모든 순간 - SBS「星から来たあなた」OST PART.7（2014年）
- 다정하게, 안녕히 - KBS2「雲が描いた月明かり」OST PART.5（2016年）
- 어디선가 언젠가 - SBS「青い海の伝説」OST PART.5（2017年）
- 니 곁이라면 - tvN「王になった男」OST PART.6（2019年）
- 비스듬히 너에게（斜めに君へ）- tvN「九尾狐伝」OST PART.5（2020年）

### 日本

#### アルバム
- 季節が戻ってくるように ～ザ･ベスト･オブ･ソン･シギョン（2006年）
- ここに、私の心の中に...（2008年）
- ソン・シギョン ベストバラード（2015年）
- DRAMA（2017年）
- 君がいるよ（2018年）
- You Can Change My Life（2021年）
- こんなに君を(2023年)

#### シングル
- 幸せならそばにある（2018年）

デジタルシングル
- ハチミツ（2019年）

## コンサート
- Sung Si Kyung 2006 Live House Tour in Japan(2006年11月25日 - 11月29日)[20]
- ソン・シギョンの祝歌(2013年5月25日 - 5月26日)[21]
- ソン・シギョン 2014 Concert in JAPAN ～HARU(いちにち)～(2014年1月24日 - 1月25日)[22]
- SUNG SI KYUNG Japan Concert 2016 〜HARU〜(2016年3月)[23]
- SUNG SI KYUNG JAPAN LIVE TOUR 2017“DRAMA”(2017年12月21日 - 12月27日)[24]
- ソン・シギョンJAPAN 1st SHOWCASE TOUR 2018～春、君～(2018年4月7日 - 4月19日)[11]

## 受賞歴
- 第16回ゴールデンディスク新人歌手賞(2001年)
- m.net 男子新人賞(2001年)
- スポーツソウル 男子新人賞(2001年)
- 日刊スポーツ 男子新人賞(2001年)
- KMTV 男子新人賞(2001年)
- SBS 男子新人賞(2001年)
- MBC 男子新人賞(2001年)
- モデルライン ベストドレッサー歌手部門 白鳥賞(2002年)
- 第17回ゴールデンディスク本賞(2002年)
- SBS 歌謡大祭典 本賞(2002年)
- KBS 歌謡大祭典 本賞(2002年)
- MBC 10大歌手歌謡祭 10大歌手賞(2002年)
- M.net 男子バラード部門賞(2002年)
- ソウル歌謡大賞 本賞(2002年)
- KMTV 本賞(2002年)
- SBS 歌謡大祭典 本賞(2003年)
- KBS 歌謡大祭典 本賞(2003年)
- Korean Music Award バラード部門 人気賞(2003年)
- KBS 歌謡大賞 今年の歌手賞(2005年)
- 7回 大韓民国映像大祭典 ソロ歌手部門 フォトジェニック賞(2006年)
- SBS 歌謡大祭典 本賞(2006年)
- MBC 演技大賞 ラジオ部門 優秀賞(2007年)